# 加藤壮太
加藤 壮太（かとう そうた、1998年4月15日 - ）は、愛知県春日井市出身の元プロ野球選手（外野手）。右投左打。NPBでは育成選手であった。

## 経歴

### プロ入り前
春日井市立神領小学校3年時に野球を始め、春日井市立南城中学校では瀬戸シニアに所属していた。
中京高校進学後、3年夏に2番センターとして岐阜県大会を勝ち抜き、第98回全国高等学校野球選手権大会出場に貢献。2回戦で敗退したが、7打数3安打2打点の成績を残した。野球部の同期には今井順之助、1年後輩に茶野篤政がいる。
NPBに1年でも早くという理由でベースボール・チャレンジ・リーグの武蔵ヒートベアーズに入団した。

### BCリーグ・武蔵時代
1年目から主力として活躍。1年目は打率.213、2年目には打率.245と徐々に成績を伸ばし、3年目（このシーズンよりチームは「埼玉武蔵ヒートベアーズ」に改称）は打率.310、7本塁打29盗塁と自己最高の成績を残した。
2019年のプロ野球ドラフト会議で、読売ジャイアンツから育成2巡目で指名。支度金200万円、年俸240万円（金額は推定）という条件で入団した。背番号は006。

### プロ入り後
2020年は、イースタン・リーグ13試合に出場し23打数1安打、三軍では33試合に出場し、打率.300、2本塁打、17打点だった。オフに背番号が008に変更された。
2021年は、イースタン・リーグ3試合に出場して5打数1安打という成績に終わり、10月4日に戦力外通告を受けた。

### 現役引退後
2022年よりジャイアンツアカデミーのコーチを務め、2023年3月に退任した。

## 人物・プレースタイル
身長188cm、体重90kgで50メートル5秒8の走攻守3拍子揃った外野手。
武蔵時代は応援歌に「ハナマル☆センセイション」が使用されていた。

## 詳細情報

### 独立リーグでの打撃成績
| 年 度     | 球 団     | 試 合 | 打 数 | 得 点 | 安 打 | 二 塁 打 | 三 塁 打 | 本 塁 打 | 塁 打 | 打 点 | 三 振 | 四 球 | 死 球 | 犠 打 | 犠 飛 | 盗 塁 | 失 策 | 併 殺 打 | 打 率 | 出 塁 率 | 長 打 率 | O P S |
| --------- | --------- | ----- | ----- | ----- | ----- | -------- | -------- | -------- | ----- | ----- | ----- | ----- | ----- | ----- | ----- | ----- | ----- | -------- | ----- | -------- | -------- | ----- |
| 2017      | 武蔵      | 52    | 183   | 22    | 39    | 4        | 4        | 0        | 51    | 13    | 57    | 16    | 1     | 7     | 1     | 14    | 2     | 2        | .213  | .279     | .279     | .557  |
| 2018      | 武蔵      | 69    | 233   | 40    | 57    | 8        | 0        | 1        | 68    | 19    | 74    | 25    | 2     | 3     | 1     | 12    | 5     | 3        | .245  | .322     | .292     | .614  |
| 2019      | 武蔵      | 67    | 258   | 55    | 80    | 10       | 4        | 7        | 119   | 35    | 56    | 45    | 5     | 5     | 1     | 29    | 4     | 0        | .310  | .421     | .461     | .882  |
| 通算：3年 | 通算：3年 | 188   | 674   | 117   | 176   | 22       | 8        | 8        | 238   | 67    | 187   | 86    | 8     | 15    | 3     | 55    | 11    | 5        | .261  | .350     | .353     | .703  |

### NPB年度別打撃成績
- 一軍公式戦出場なし

### 背番号
- 9（2017年 - 2019年）
- 006（2020年[3]）
- 008（2021年[6]）